# Ludwig Heinrich Spiess

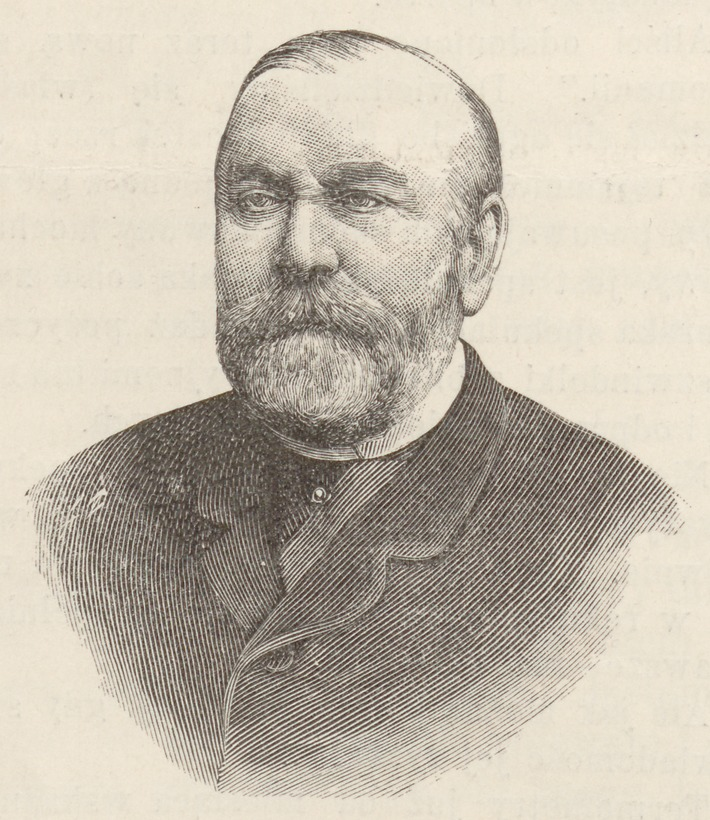

Ludwig Heinrich Spiess (poln. Ludwik Henryk Spiess; * 5. August 1820 in Warschau; † 5. September 1896 ebenda) war ein polnischer Pharmazeut und Industrieller deutscher Abstammung. Er gilt als Begründer der polnischen Pharmaindustrie.
Sein Vater, Heinrich Bogumir Spiess (* 1785 in Stettin, † 1835 in Warschau) kam 1796 mit seinen Eltern nach Warschau, wo dessen Vater, Johann Melchior Spiess, zum preußischen Beamten ernannt wurde. 1809 begann Heinrich Bogumir Pharmazeutik zu studieren. 1813 heiratete er Louise Marie Marchand, eine Polin französischer Abstammung. Das Ehepaar bekam sieben Kinder, das vierte war Ludwig Heinrich.
Heinrich Bogumir Spiess gründete in Warschau eine Apotheke „Spiess i Rakoczy“. In Tarchomin gründete er eine Essigfabrik. 1824 errichtete er im Krasiński-Park eine Mineralwasser-Trinkhalle. Nach dem Tode von Heinrich Bogumir 1835 wurde Ludwig Heinrich 15-jährig Erbe der Apotheke. 1844 gründete er ein Apothekendepot, 1848 errichtete er die Knochenmehlwerke in Ruda Guzowska bei Żyrardów, wo er Knochenleim und Knochenmehl als Düngemittel erzeugte. 1860 verlegte er diese Werke nach Tarchomin, wo ein großer Pharmaindustriekomplex entstand. 1874 leitete er die Werke gemeinsam mit dem Sohn Stefan. Die Produkte wurden nach Deutschland, Russland und Schweden exportiert. 1884 wurde das Unternehmen in Przemysłowo-Handlowe Zakłady Chemiczne Ludwik Spiess i Syn S.A. (Ludwig Spiess und Sohn) umfirmiert.
Nach dem Zweiten Weltkrieg wurde die Firma verstaatlicht und in „Polfa Tarchomin“ umbenannt.